# Явище (фільм, 2012)
«Явище» (англ. The Apparition) — американсько-німецький містичний трилер 2012 року режисера Тодда Лінкольна. У головних ролях знялися Ешлі Грін, Себастіан Стен, Томас Фелтон, Джуліанна Гілл та Рік Гомес.

## Опис
Група студентів (Бен, його дівчина Лідія та друг Патрік) вирішує перевірити теорію, згідно з якою духи живуть, якщо в них повірити. Експеримент закінчується «вдало», привид виривається на свободу і забирає Лідію, затягуючи її у стіну.
Минуло декілька років, Бен тепер будує відносини з Келлі, яка нічого не знає про цю подію. Вони поселяються в новому будинку, залишеному її батьками. Незабаром в будинку починають відбуватися незрозумілі речі — гинуть квіти, всюди з'являється чорна цвіль, самі по собі відкриваються двері, без видимих причин вмирає сусідський собака, що забіг у ванну, в гардеробі з'являються вигнуті (але не зламані) дерев'яні вішалки з одягом… Келлі дізнається правду про минуле Бена і підозрює, що тепер привид переслідує їх. Бен пояснює їй, що це в минулому. Однак вони дізнаються, що ще один учасник експерименту, Патрік, продовжує зі своїми друзями досліди з духами, і під час повторного сеансу він хотів позбутися духа, але замість цього відкрив «браму» ще ширше, впустивши безліч злих сутностей в їхній світ. Тоді, налякана пара звертається до Патріка за допомогою, і разом вони намагаються вигнати сутність, що оселилася в їхньому будинку, назад і закрити «браму». При цьому Келлі мало не стає жертвою примари, яка закрила її в коморі: із-за пральної машини до неї підповзла жіноча фігура в брудній сірій робі, з довгими чорними волоссям і з обличчям, схожим на обличчя Келлі. В останній момент Бен і Патрік вибивають двері і випускають дівчину.
Експеримент проходить, на перший погляд, вдало: наступні два дні проходять без пригод. Келлі з Беном ремонтують будинок, який постраждав під час сеансу. Патрік розповідає їм, що створив в своєму будинку якусь подобу притулку, через який сутності не можуть проникнути, залишає їм свою адресу і вирішує випити на дорогу пляшку пива на кухні. В цей час Бен і Келлі викидають сміття. Раптово двері, що ведуть в гараж, розчиняються позаду Патріка, і його затягує в морок невидима сила. Він хапається руками за одвірки дверей, але не може втриматися, після чого з темряви вилітає стілець, а двері закриваються. Бен і Келлі повертаються на кухню і бачать перевернутий стілець і розлите пиво. Бен біжить на другий поверх шукати Патріка, а Келлі заглядає в гараж. Приміщення виглядає вельми дивно: стіни, меблі і машина покриті шаром пилу і цвілі. Келлі в жаху повертається назад і бачить, що весь будинок почав змінюватися — частина меблів злилася воєдино. Частина дивана стирчить прямо з драбини, увімкнений телевізор наполовину вмурований в стіну. Бен насилу спускається по перекошених сходах, і разом вони вибігають на вулицю. На машині вони їдуть геть з дому в надії сховатися в притулку, який спорудив Патрік. В його будинку вони дійсно виявляють в одній з кімнат зварену зі сталевих прутів велику клітку з апаратурою всередині. Бен і Келлі заходять усередину і замикають клітку зсередини. Тут знаходиться розкладачка, запаси води і робочий стіл Патріка з науковими приладами і механізмами. Кілька разів блимає, а потім на секунду гасне світло. Коли він загоряється знову, Келлі, сидячи на розкладачці, повертається до Бена, питаючи його про те, чи довго їм тут знаходитися, і замовкає на півслові: Бен зник, хоча клітка залишилася закритою. Його крики лунають з шафи. Келлі розуміє, що притулок не може стримати сутностей, відкриває шафу і бачить Бена, наполовину затягнутого в стінку шафи. Бен мертвий, але на очах у Келлі його рот неприродно розтягується, і дівчина в страху вибігає на вулицю, де бачить, як їх машину засмоктує в тверду землю, як в болото. Келлі тікає в ліс, де стикається з привидом
Настає світанок. Дівчина виходить до супермаркету, де недавно купувала намет разом з Беном. Супермаркет ще не відкрився, тому тут нікого немає. Келлі заповзає в одну з туристичних наметів, виставлених на продаж, і закривається всередині. Через декілька секунд їй на плечі лягають руки. Дівчина приречено дивиться перед собою і навіть не пручається, а тільки придушено схлипує від страху. За її спиною з'являється ще декілька рук, одна тримає її за шию, а інша закриває рот, після чого екран стає чорним, і в темряві чути невиразний ковтаючий звук.

## У ролях
| Актор          | Роль        |
| -------------- | ----------- |
| Ешлі Грін      | Келлі       |
| Себастіан Стен | Бен         |
| Томас Фелтон   | Патрік      |
| Джуліанна Гілл | Лідія       |
| Рік Гомес      | Майк        |
| Люк Паскуаліно | Грег        |
| Сюзанн Форд    | місіс Генлі |